# Mode d'alimentation
Ne doit pas être confondu avec régime alimentaire.
Ne doit pas être confondu avec types trophiques.
 (décembre 2019).
Le mode d'alimentation spécifie la manière dont un organisme acquiert sa nourriture. Il dépend étroitement du type de nourriture utilisé. On distingue ainsi deux modes d'alimentation majeurs :
- l'osmotrophie est le mécanisme qui permet d'incorporer, par diffusion transmembranaire, une nourriture dissoute ;
- la phagotrophie, au contraire, concerne de la matière organique dite « figurée » ; l'immense majorité des animaux a recours à la phagotrophie qui comporte à son tour un grand nombre de modalités.

## Modes alimentaires
- Absorbotrophe : qui se nourrit par absorption, fonction par laquelle un être vivant fait pénétrer dans son organisme les aliments nécessaires à l'entretien de la vie. Exemple : les champignons sont absorbotrophes.
- Biotrophe (du grec, bios, vie, et trophê, nourriture) : se dit d'un organisme hétérotrophe qui se nourrit à partir des cellules vivantes de l'hôte (rouille, mildiou et oïdium) tandis que les nécrotrophes se nourrissent à partir de cellules mortes. Les organismes biotrophes peuvent être mutualistes, commensaux ou parasites non létaux.
- Hémibiotrophe (du grec hêmi, mi, bios, vie, et trophê, nourriture) : se dit d'un parasite qui est biotrophe aux premiers stades de l'infection, puis nécrotrophe ensuite.
- Mycohétérotrophie : mode de nutrition grâce à une relation symbiotique qui s'établit entre certains types de plantes non chlorophylliennes, des champignons mycorhizens et des arbres voisins, dans laquelle la plante obtient tout ou partie de ses nutriments en établissant un réseau mycorhizien.
- Mycotrophie : mode de nutrition grâce à une relation symbiotique qui s'établit entre certains types de plantes et des champignons mycorhizens.
- Nécrotrophe : se dit d'un organisme hétérotrophe qui infecte les tissus vivants de son hôte, tire sa nourriture de ces tissus tués par lui puis provoque sa mort[1].
- Saprotrophe : se dit d'un organisme hétérotrophe qui vit sur des substrats morts avant même le début de sa colonisation.

## Comportements alimentaires
- Carnassier, carnivore : animaux prédateurs se comportant donc en consommateurs secondaires dans les réseaux trophiques.
- Charognard : Désigne les espèces animales qui se nourrissent des cadavres ou de matières organiques mortes en général. Terme regroupant aussi bien les nécrophages que les saprophages (comme les vautours).
- Cleptoparasite : Désigne les espèces animales se nourrissant aux dépens des ressources alimentaires produites ou accumulées par un individu de la même espèce (cleptoparasitisme intraspécifique) ou d'une autre espèce (cleptoparasitisme interspécifique).

## Autres Autres
- Coprophile : qui se développe dans les déjections animales (certains champignons comme les coprins, par exemple sont dits coprophiles).
- Saproxylique : Ensemble des organismes dépendant, durant une partie au moins de leur cycle de vie, de la décomposition du bois mort ou dépérissant et des organismes associés.